# 林子安 (企業家)
林子安（英語：Lim Chee Onn，1944年7月—），新加坡企业家、政治人物。

## 生平
林子安1967年毕业于英国格拉斯哥大学造船系。回到新加坡后，在航运局任工程师。1972年，升为高级工程师。1973年起，出任新加坡电信局委员、交通部副秘书等职。1974年至1975年间赴美国哈佛大学肯尼迪政府学院深造，获公共行政硕士学位。毕业后返回新加坡，1977年7月红山选区补选中、击敗社阵李绍祖当选为国会议员，并在此后一直连任至1992年（1991年转至马林百列集选区如切选区）。1979年，当选为人民行动党中央执行委员。同年，又历任全国职工总会副秘书长、秘书长。1980年9月，兼任新加坡政府不管部长。同年12月当选为人民行动党第二副主席，并于次年升任副主席。
1983年5月起林子安辞去了工会与政府职务，出任吉宝集团董事经理，主管船务。2000年至2008年间，出任吉宝企业执行主席。此外，他还曾任星桥集团董事长、新加坡金融管理局董事、新加坡国家文物局名誉主席、总统顾问理事会理事、新加坡管理大学名誉副校长等职。
林子安曾获颁新加坡公共行政功绩奖章（1973年）、殊功勋章（2007年），以及比利时皇冠勋章。